# سنجاب پرنده شمالی
سنجاب پرنده شمالی (نام علمی: Glaucomys sabrinus) نام یک گونه از سرده سنجاب پرنده بر جدید است.